# Cage The Elephant
 Der er for få eller ingen kildehenvisninger i denne artikel, hvilket er et problem. Du kan hjælpe ved at angive troværdige kilder til de påstande, som fremføres i artiklen.

Cage The Elephant er et rock/modern rock band fra USA. Bandet er fra Kentucky og består af Matt Shultz (sang, guitar), Brad Shultz (guitar), Lincoln Parish (sologuitar), Daniel Tichenor (bas) og Jared Champion (trommer). De er mest kendt for nummeret "Ain't No Rest For The Wicked".
Bandet blev startet i 2006 af brødrene Matthew og Brad Shultz i Bowling Green. Som vigtige inspirationskilder har de blandt andet nævnt Pixies og Nirvana. Efter at have spillet på festivalen South by Southwest fik bandet pladekontrakt med Relentless Records. I 2008 udkom bandets debutalbum Cage The Elephant. Nummeret "Ain't No Rest For The Wicked" fra albummet blev et stort hit og solgte næsten en halv million eksemplarer verden over. Efter udgivelsen begav bandet sig ud på en verdensturné, hvor de blandt andet var opvarmningsband for The Black Keys. I 2011 flyttede bandet midlertidigt til England for at indspille deres andet studiealbum Thank You, Happy Birthday.

## Diskografi
- Cage The Elephant (2008)
- Thank You Happy Birthday (2011)
- Melophobia (2013)
- Tell Me I'm Pretty (2015)
- Unpeeled (2017)
- Social Cues (2019)